# Фальшивомонетчик (фильм)
«Фальшивомонетчик» (англ. Flag Day, буквальный перевод — «День флага») — американский художественный фильм режиссёра Шона Пенна, в котором главные роли сыграли сам Пенн, его дочь Дилан Пенн и Джош Бролин. Премьера состоялась в июле 2021 года на Каннском кинофестивале, 20 августа картина вышла в прокат. Отзывы критиков были главным образом негативными.

## Сюжет
Главный герой фильма — мошенник, фальшивомонетчик и грабитель банков. На все преступления он идёт для того, чтобы заботиться о своей дочери.

## В ролях
- Шон Пенн — Джон Фогель
- Дилан Пенн — Дженнифер Фогель
- Джош Бролин — дядя Бэк
- Эдди Марсан — мистер Эммануэль
- Кэтрин Винник — Патти Фогель

## Создание и оценки
Фильм был анонсирован в марте 2019 года. Съёмки начались в июне того же года в канадской провинции Виннипег. Главные роли получили Шон Пенн и его дети Дилан и Хоппер; к касту присоединились Джош Бролин, Майлз Теллер и Кэтрин Винник, а в июле 2019 года — Джеймс Руссо. Продюсерами проекта стали Уильям Хорберг, Джон Килик и Фернандо Суличин.
Премьера состоялась в июле 2021 года на Каннском кинофестивале. В прокат картина вышла 20 августа 2021 года.
Фильм получил в основном негативные отзывы критиков. Российский критик Антон Долин охарактеризовал его как «грубую, даже кондовую мелодраму», которую отчасти спасают актёрская работа Шона Пенна и общая исповедальная интонация. Фильм стал лидером антирейтинга жюри Screen International. Егор Беликов отметил плохую игру Дилан Пенн, «безвкусную гитарную музыку» и слишком претенциозную режиссуру.